# ALLIGATE
ALLIGATE（アリゲイト）は株式会社アートが提供するクラウド型入退室管理システム。

## 概要
- FeliCa、MIFAREに対応したICカードやスマートフォンアプリを鍵の代わりに使用できる、月額制のクラウド型の入退室管理システム。Webブラウザ上の管理ツールでは、ユーザー登録や入退室権限の付与や無効化、入退室ログの閲覧が可能[1]。
- 主要な製品はALLIGATE Lock Pro (アリゲイト ロックプロ)、ALLIGATE Lock (アリゲイト ロック)[2]。

## 特徴
- 勤怠管理システムや予約システム、防犯カメラなど様々なシステムとの連携を行っている。
- クラウド型のアクセス制御の実現にあたっては株式会社アートが取得する特許技術が利用されている[3][4]。

## 沿革
- 2017年11月、セキュリティのアクセス制御に特化した専業メーカー株式会社アートによりALLIGATEがリリースされる[5]
- 2018年5月、ALLIGATEを活用したゲート式駐車場コントロールシステム「シェアゲート」をakippa株式会社と共同開発、akippaが運営する駐車場への導入開始[6]
- 2018年10月、ALLIGATEに対応した3製品（ALLIGATE CylinderLock、ALLIGATE HandleLock、ALLIGATE PadLock）の発売開始[7]
- 2018年11月、株式会社チームスピリットが開発・提供する働き方改革プラットフォーム「TeamSpirit」とのサービス連携[8]
- 2019年5月、akippaと共同開発を行った「シェアゲート」が「JPBアワード2018 ベストセレクション」を受賞[9]
- 2019年10月、株式会社SmartHRが運営するクラウド人事労務ソフト「SmartHR」 とALLIGATE がAPI連携[10]
- 2019年11月、ASPIC「IoT・AI・クラウドアワード2019」IoT部門準グランプリを受賞[11]
- 2019年12月、株式会社DONUTSが提供するクラウドシステム「ジョブカン勤怠管理」がALLIGATEとAPI連携[12]
- 2020年3月、株式会社ヒューマンテクノロジーズが提供する勤怠管理システム「KING OF TIME」とALLIGATEがサービス連携[13]。株式会社ニッポンダイナミックシステムズが提供する就業管理システム「e-就業」とのAPI連携開始[14]
- 2021年冬、ALLIGATEのサービスと、JR東日本メカトロニクスが提供する各種IDを連携するシステム「ID-PORT」の接続により、「Suica」や「モバイルSuica」のID番号を用いて入退室認証を実現するサービス「Suicaスマートロック」の提供開始[15]
- 2021年12月、電気錠タイプの法人向けクラウド型入退室管理システムにおいて、日本マーケティングリサーチ機構による調査実施の結果、ALLIGATEが導入社数、販売台数ともに第一位となる[16]
- 2022年2月、同機構の調査により、ALLIGATEが「管理・総務担当が選ぶ、入退室管理システム」第一位に選ばれる[17]
- 2023年1月、株式会社ラウンドクオリティが提供する予約システム「Riber」との連携開始[18]
- 2023年3月、セーフィー株式会社が提供するクラウド型防犯カメラ「Safie」と連携開始[19]
- 2023年5月、大企業向けの働き方改革プラットフォーム「TeamSpirit EX」とのサービス連携開始[20]
- 2023年6月、アクア株式会社が提供するコインランドリーの運営効率化のための「AQUA Cloud IoTランドリーシステム」と連携し「ALLIGATE for Cloud IoTランドリーシステム」をリリース[21]